# Prežihova pot
Prežihova pot je pohodniška pot, posvečena Lovru Kuharju, slovenskemu pisatelju, rojenemu leta 1893 v Podgori pri Kotljah, in predstavlja nekatere izmed ključnih krajev iz časa pisateljevega življenja v Kotljah. Dolga je 14 kilometrov, ki jih povprečni pohodnik prehodi v dobrih štirih urah. Prežihovo pot so ob 110. obletnici rojstva Prežihovega Voranca obnovili Krajevna skupnost Kotlje, Kulturno društvo Kotlje in Občina Ravne na Koroškem.

## Potek poti
1. Pobič s solzicami
2. Rimski vrelec
3. Kotnikova bajta - rojstna hiša Prežihovega Voranca
4. Pekel
5. Kogel
6. Ivarčko jezero
7. Šratnek
8. Prežihova bajta
9. Pokopališče v Kotljah

## Oris poti
Pot se prične v centru Kotelj, pri bronastem kipu Pobiča s solzicami, ki ga je oblikoval akademski kipar Stojan Batič. Gre za motiv iz črtice Solzice; dečkov pogled je usmerjen na Preški vrh.
Pot se nadaljuje proti Rimskemu vrelcu, kjer je bilo nekoč zelo priljubljeno letovišče poznano po hotuljski slatini. Pri Rimskem vrelcu je nekaj spominskih obeležij: reliefna podoba v spomin na rimsko cesto Celeia—Virunum, spominska plošča o nacističnih grozotah, v bližnjem gozdu pa spomenik mučenim in pobitim žrtvam iz časa, ko je bil Rimski vrelec policijska postojanka med 2. svetovno vojno. Naslednja točka na poti je Kotnikova bajta, kjer se je rodil Prežihov Voranc in tam živel le nekaj mesecev. Pekel je globel nedaleč stran od rojstne hiše, kjer je Voranc pasel živino. Ta globel je poznana iz avtobiografske črtice Solzice, kjer majhen deček premaga strah pred Peklom in v njem nabere solzice za svojo mater. Po makadamski cesti iz Pekla pridemo do naslednje točke, ki se imenuje Kogel, od koder je mladi Lovro leta 1899 opazoval požar, ko so gorele Kotlje. 
S Kogla se po isti poti vrnemo do Rimskega vrelca in nadaljujemo pot proti Ivarčkemu jezeru, nad katerim je kmetija Ivartnik, ki jo je Prežih v romanu Jamnica poimenoval Bunk. Pot nadaljujemo po makadamski cesti, k ostankom gradu Šratnek. Nekoliko nižje je gotska cerkev sv. Mohorja in Fortunata z baročno prezidavo. Čez Šratnek pridemo do Prežihove bajte, ki je bila Prežihov dom od 18. do 29. leta.
"Vorancu je bil to dom od njegovega 18. do 29. leta, tu je tesaril oral in sejal, od tod je šel v zadružno šolo v Ljubljano in v kmetijski zadružni tečaj na Dunaj, šel in se vračal domov, od tod je moral k vojakom in v vojsko in se je spet vrnil domov. V teh letih je použival Kotlje, materine pripovedi, dušo si je napolnil z vsem, kar je potem, ko je bil v svetu, izbruhnilo iz njega - vse tisto veliko, kar zaznamuje ime Prežihov Voranc, od Boja na požiravniku, do Ajdovega strnišča. Pri bajti si je Voranc nabral zakladnico za prihodnji čas."
(Dr. Franc Sušnik)
Nad Prežihovo bajto stoji Prežihov spomenik Stojana Batiča.
Pot se nato po cesti spusti proti Kotljam, do cerkve sv. Marjete, kjer se na pokopališču nahaja Prežihov grob. Od pokopališča je le nekaj metrov do začetne postaje, Pobiča s solzicami, pri katerem se pot konča in ponovno začne.